# Grand National du trot
Pour les articles homonymes, voir GNT.
Le Grand National du trot (GNT) est une compétition hippique par étapes destinée aux trotteurs. Elle consiste en un « Tour de France » de la discipline attelée, permettant ainsi la mise en valeur des hippodromes régionaux. L'édition 2025 comporte quatorze étapes et se déroule du mois de mars à fin novembre. L'épreuve finale a lieu fin novembre ou début décembre sur l'hippodrome de Vincennes, principal site du trot en France, et est l'occasion de fêter les régions de France par des animations.
Créée en 1982 à l'initiative du président de la société des courses de Reims, Gérard de Ayala, la compétition concerne cinq catégories : trois liées directement aux étapes de trot attelé (cheval, entraineur, driver), la quatrième (jockey) à des courses de trot monté et la cinquième à des courses réservées à des drivers amateurs ayant lieu le même jour sur le même hippodrome. Les concurrents se voient attribuer des points en fonction de leur classement (1er : 15 points, 2e : 10 pts, 3e : 8 pts, 4e : 6 pts, 5e : 5 pts, 6e : 4 pts, 7e : 3 pts, autre participant : 1 pt). Les étapes régionales (classées Groupe III) ont lieu un mercredi, la finale (Groupe II, pour laquelle les points sont doublés) un dimanche.

## Étapes 2025
| Date         | Hippodrome        | Cheval          | Driver            | Entraineur          |
| 5 mars       | Amiens            | Indy de Jyr     | Benjamin Rochard  | Marc Sassier        |
| 26 mars      | Salon-de-Provence | Jamin de Brion  | Matthieu Abrivard | Matthieu Abrivard   |
| 9 avril      | Reims             | Jamin de Brion  | Matthieu Abrivard | Matthieu Abrivard   |
| 23 avril     | Maure-de-Bretagne | Je Rêve du Bois | Anthony Barrier   | Charles Bruneau     |
| 21 mai       | Le Croisé-Laroche | Jango Vici      | Benjamin Rochard  | Antonio Ripoll Rigo |
| 4 juin       | Laval             | Jingle du Pont  | Nicolas Bazire    | Nicolas Bazire      |
| 18 juin      | Toulouse          | Indy de Jyr     | Benjamin Rochard  | Marc Sassier        |
| 6 août       | Saint-Malo        |                 |                   |                     |
| 10 septembre | Meslay-du-Maine   |                 |                   |                     |
| 24 septembre | Lisieux           |                 |                   |                     |
| 15 octobre   | Feurs             |                 |                   |                     |
| 5 novembre   | Nantes            |                 |                   |                     |
| 19 novembre  | Rouen-Mauquenchy  |                 |                   |                     |
| 30 novembre  | Vincennes         |                 |                   |                     |

## Étapes 2024
| Date         | Hippodrome        | Cheval             | Driver                | Entraineur               |
| 6 mars       | Amiens            | Forbach            | François Lagadeuc     | David Alexandre          |
| 27 mars      | Marseille-Borély  | Horchestro         | David Békaert         | Guillaume-Richard Huguet |
| 10 avril     | Lyon la Soie      | Graal du Trésor    | Mathieu Mottier       | Mathieu Mottier          |
| 24 avril     | Cordemais         | Igrec de Celland   | David Thomain         | Christophe Jariel        |
| 22 mai       | Le Croisé-Laroche | Ibiki de Houelle   | Éric Raffin           | Franck Leblanc           |
| 5 juin       | Laval             | Igrec de Celland   | David Thomain         | Christophe Jariel        |
| 19 juin      | Bordeaux          | Igrec de Celland   | David Thomain         | Christophe Jariel        |
| 7 août       | Saint-Malo        | Ibiki de Houelle   | Éric Raffin           | Franck Leblanc           |
| 11 septembre | Le Mans           | Hymne du Gers      | Jean-Michel Bazire    | Jean-Michel Bazire       |
| 25 septembre | Cherbourg         | Hero Sibey         | Damien Bonne          | Damien Bonne             |
| 16 octobre   | Saint-Galmier     | Iguski Sautonne    | Matthieu Abrivard     | Matthieu Abrivard        |
| 6 novembre   | Nantes            | Idéal Ligneries    | Jean-Philippe Monclin | Jean-Philippe Monclin    |
| 20 novembre  | Toulouse          | Iguski Sautonne    | Matthieu Abrivard     | Matthieu Abrivard        |
| 1er décembre | Vincennes         | It's a Dollarmaker | Éric Raffin           | Sébastien Guarato        |

Le palmarès 2024
- Chevaux : 1er Igrec de Celland (78 pts), 2e Ibiki de Houelle (55 pts), 3e Iguski Sautonne (45 pts).
- Drivers : 1er Éric Raffin (113 pts), 2e David Thomain (76 pts), 3e Matthieu Abrivard (63 pts).
- Entraineurs : 1er Christophe Jariel (66 pts), 2e Matthieu Abrivard (58 pts), 3e Franck Leblanc (55 pts).
- Jockeys : 1er Benjamin Rochard (72 pts), 2e Alexandre Abrivard (60 pts), 3e Alan Gendrot (51 pts).

## Étapes 2023
| Date         | Hippodrome           | Cheval            | Driver            | Entraineur           |
| 8 mars       | Amiens               | Howdy Partner     | Franck Nivard     | Tomas Malmqvist      |
| 29 mars      | Marseille-Borély     | Gaspar d'Angis    | Éric Raffin       | Jean-Michel Baudouin |
| 12 avril     | Lyon-Parilly         | Gaspar d'Angis    | Éric Raffin       | Jean-Michel Baudouin |
| 26 avril     | Saint-Brieuc         | Horace du Goutier | Hugues Monthulé   | Sébastien Guarato    |
| 24 mai       | Le Croisé-Laroche    | Gaspar d'Angis    | Éric Raffin       | Jean-Michel Baudouin |
| 7 juin       | Laval                | Horace du Goutier | Hugues Monthulé   | Sébastien Guarato    |
| 21 juin      | Langon               | Horace du Goutier | Hugues Monthulé   | Sébastien Guarato    |
| 13 juillet   | Châtelaillon         | Horace du Goutier | Hugues Monthulé   | Sébastien Guarato    |
| 9 août       | Saint-Malo           | Gaspar d'Angis    | Éric Raffin       | Jean-Michel Baudouin |
| 13 septembre | Angers               | Horace du Goutier | Hugues Monthulé   | Sébastien Guarato    |
| 27 septembre | Le Mont-Saint-Michel | Gaspar d'Angis    | Éric Raffin       | Jean-Michel Baudouin |
| 18 octobre   | Reims                | Gaspar d'Angis    | Éric Raffin       | Jean-Michel Baudouin |
| 8 novembre   | Nantes               | Idéal du Pommeau  | Matthieu Abrivard | Sébastien Guarato    |
| 22 novembre  | Rouen-Mauquenchy     | Émeraude de Bais  | Franck Nivard     | Benjamin Goetz       |
| 3 décembre   | Vincennes            | Gaspar d'Angis    | Éric Raffin       | Jean-Michel Baudouin |

Le palmarès 2023
- Chevaux : 1er Gaspar d'Angis (166 pts), 2e Horace du Goutier (118 pts), 3e Hidalgo des Noés (41 pts).
- Drivers : 1er Éric Raffin (160 pts), 2e Hugues Monthulé (104 pts), 3e Franck Nivard (62 pts).
- Entraineurs : 1er Jean-Michel Baudouin (174 pts), 2e Sébastien Guarato (135 pts), 3e Jean-Michel Bazire (52 pts).
- Jockeys : 1er Éric Raffin (77 pts), 2e Alexandre Abrivard (74 pts), 3e Benjamin Rochard (38 pts).

## Étapes 2022
| Date         | Hippodrome        | Cheval           | Driver             | Entraineur         |
| 9 mars       | Amiens            | Farah des Caux   | David Thomain      | Alexis Garandeau   |
| 30 mars      | Salon-de-Provence | Divine Monceau   | Alexandre Abrivard | Charley Mottier    |
| 13 avril     | Reims             | Girolamo         | Antoine Lhérété    | Antoine Lhérété    |
| 27 avril     | Châteaubriant     | Cleangame        | Jean-Michel Bazire | Jean-Michel Bazire |
| 25 mai       | Le Croisé-Laroche | Earl Simon       | Franck Ouvrie      | Jarmo Niskanen     |
| 8 juin       | Laval             | Déesse Noire     | Pierre-Yves Verva  | Loïc Chaudet       |
| 22 juin      | Toulouse          | Gently de Muze   | Nicolas Bazire     | Jean-Michel Bazire |
| 15 juillet   | Cabourg           | Elvis du Vallon  | David Thomain      | Charles Cuiller    |
| 10 août      | Pornichet         | Fakir de Mahey   | Mathieu Mottier    | Mathieu Mottier    |
| 7 septembre  | Meslay-du-Maine   | Farrell Seven    | Jean-Michel Bazire | Jean-Michel Bazire |
| 28 septembre | Vire              | Farrell Seven    | Jean-Michel Bazire | Jean-Michel Bazire |
| 19 octobre   | Feurs             | Écho de Chanlecy | Anthony Tintillier | Éric-Gilles Blot   |
| 9 novembre   | Nantes            | Écho de Chanlecy | Tony Le Beller     | Éric-Gilles Blot   |
| 23 novembre  | Rouen-Mauquenchy  | Gamay de l'Iton  | Gabriele Gelormini | Hughes Levesque    |
| 4 décembre   | Vincennes         | Gently de Muze   | Jean-Michel Bazire | Jean-Michel Bazire |

Le palmarès 2022
- Chevaux : 1er Écho de Chanlecy (72 pts), 2e Éire d'Hélios (69 pts), 3e Django du Bocage (56 pts).
- Drivers : 1er Jean-Michel Bazire (76 pts), 2e David Thomain (61 pts), 3e Nicolas Bazire (55 pts).
- Entraineurs : 1er Jean-Michel Bazire (119 pts), 2e Éric-Gilles Blot (66 pts), 3e Stéphane Meunier (49 pts).
- Jockeys : 1er Alexandre Abrivard (87 pts), 2e Yoann Lebourgeois (70 pts), 3e Alexis Collette (38 pts).

## Étapes 2021
| Date         | Hippodrome          | Cheval         | Driver                | Entraineur           |
| 10 mars      | Reims               | Be Cool d'Eb   | Anthony Barrier       | Éric Beudard         |
| 31 mars      | Marseille-Borély    | Décoloration   | Tony Le Beller        | Jean-Michel Baudouin |
| 14 avril     | Lyon la Soie        | Éden Basque    | Pierre Vercruysse     | Nicolas Ensch        |
| 28 avril     | Maure-de-Bretagne   | Crack Money    | Cédric Terry          | Patrick Terry        |
| 26 mai       | Le Croisé-Laroche   | Fire Cracker   | Éric Raffin           | Grégory Thorel       |
| 9 juin       | Laval               | Crack Money    | Cédric Terry          | Patrick Terry        |
| 23 juin      | Toulouse            | Fakir Mérité   | Franck Marty          | Franck Marty         |
| 16 juillet   | Les Sables-d'Olonne | Euro du Chêne  | Matthieu Abrivard     | Julien Le Mer        |
| 11 août      | Saint-Malo          | Bugsy Malone   | David Thomain         | Philippe Allaire     |
| 8 septembre  | Pornichet           | Fly Speed      | Jean-Philippe Monclin | Jean-Marie Monclin   |
| 29 septembre | Argentan            | Fire Cracker   | Éric Raffin           | Denis Thorel         |
| 20 octobre   | La Capelle          | Goût Baroque   | Alexandre Abrivard    | Thierry Raffegeau    |
| 10 novembre  | Nantes              | Eddy du Vivier | Franck Nivard         | Patrick Terry        |
| 24 novembre  | Le Mans             | Bad Julry      | Anthony Barrier       | Stéphane Provoost    |
| 5 décembre   | Vincennes           | Cleangame      | Jean-Michel Bazire    | Jean-Michel Bazire   |

Le palmarès 2021
- Chevaux : 1er Crack Money (75 pts), 2e Deganawidah (73 pts), 3e Bad Julry (60 pts).
- Drivers : 1er Éric Raffin (89 pts), 2e Franck Nivard (62 pts), 3e Cédric Terry (57 pts).
- Entraineurs : 1er Patrick Terry (98 pts), 2e Stéphane Provoost (86 pts), 3e Julien Le Mer (74 pts).
- Jockeys : 1er Éric Raffin (82 pts), 2e Mathieu Mottier (75 pts), 3e Adrien Lamy (55 pts).

## Étapes 2020
| Date         | Hippodrome        | Cheval                                                         | Driver                                                         | Entraineur                                                     |
| 4 mars       | Amiens            | Défi Pierji                                                    | Léo Abrivard                                                   | Laurent-Claude Abrivard                                        |
| 25 mars      | Marseille-Borély  | Course non disputée (confinement dû à la pandémie de Covid-19) | Course non disputée (confinement dû à la pandémie de Covid-19) | Course non disputée (confinement dû à la pandémie de Covid-19) |
| 8 avril      | Lyon-Parilly      | Course non disputée (confinement dû à la pandémie de Covid-19) | Course non disputée (confinement dû à la pandémie de Covid-19) | Course non disputée (confinement dû à la pandémie de Covid-19) |
| 22 avril     | Toulouse          | Course non disputée (confinement dû à la pandémie de Covid-19) | Course non disputée (confinement dû à la pandémie de Covid-19) | Course non disputée (confinement dû à la pandémie de Covid-19) |
| 20 mai       | Le Croisé-Laroche | Flèche du Yucca                                                | Jean-Philippe Dubois                                           | Philippe Moulin                                                |
| 3 juin       | Laval             | Calou Renardière                                               | Éric Raffin                                                    | Jean-Michel Baudouin                                           |
| 17 juin      | Maure-de-Bretagne | Diable de Vauvert                                              | Gabriele Gelormini                                             | Bertrand Le Beller                                             |
| 5 août       | Saint-Malo        | Fairplay d'Urzy                                                | Éric Raffin                                                    | Jean-Michel Bazire                                             |
| 2 septembre  | Châtelaillon      | Élie de Beaufour                                               | Éric Raffin                                                    | Jean-Michel Bazire                                             |
| 23 septembre | Lisieux           | Fakir du Lorault                                               | François Lecanu                                                | Mickaël Charuel                                                |
| 14 octobre   | Angers            | Élie de Beaufour                                               | Jean-Michel Bazire                                             | Jean-Michel Bazire                                             |
| 4 novembre   | Nantes            | Crusoé d'Anama                                                 | Jean-Michel Bazire                                             | Jean-Michel Bazire                                             |
| 18 novembre  | Rouen-Mauquenchy  | Django du Bocage                                               | Franck Ouvrie                                                  | Stéphane Meunier                                               |
| 6 décembre   | Vincennes         | Élie de Beaufour                                               | Jean-Michel Bazire                                             | Jean-Michel Bazire                                             |

Le palmarès 2020
- Chevaux : 1er Élie de Beaufour (73 pts), 2e Et Voilà de Muze (51 pts), 3e Crusoé d'Anama (34 pts).
- Drivers : 1er Éric Raffin (84 pts), 2e Jean-Michel Bazire (62 pts), 3e Gabriele Gelormini (48 pts).
- Entraineurs : 1er Jean-Michel Bazire (132 pts), 2e Sébastien Guarato (53 pts), 3e Laurent-Claude Abrivard (32 pts).
- Jockeys : 1er Éric Raffin (77 pts), 2e Mathieu Mottier (70 pts), 3e Guillaume Martin (38 pts).

## Étapes 2019
| Date         | Hippodrome          | Cheval            | Driver                      | Entraineur                  |
| 6 mars       | Amiens              | Bleu Ciel         | Adrien Lamy                 | Jean Morice                 |
| 27 mars      | Marseille-Borély    | Bulle de Laumont  | Stéphane Cingland           | Stéphane Cingland           |
| 10 avril     | Lyon                | Colt des Essarts  | François Lagadeuc           | Rodolphe Lagadeuc           |
| 24 avril     | Beaumont-de-Lomagne | Dream de Lasserie | Romain Derieux              | Romain Derieux              |
| 22 mai       | La Capelle          | Bachar            | Emmanuel Allard             | Emmanuel Allard             |
| 5 juin       | Laval               | Calaska de Guez   | Jean-Michel Bazire          | Jean-Michel Bazire          |
| 19 juin      | Reims               | Delfino           | Mathieu Mottier             | Dominique Mottier           |
| 7 août       | Saint-Malo          | Dorgos de Guez    | Jean-Michel Bazire          | Jean-Michel Bazire          |
| 4 septembre  | Meslay-du-Maine     | Elvis Madrik      | Franck Nivard               | Jean-Michel Baudouin        |
| 25 septembre | Cherbourg           | Baron du Bourg    | Jérémy-Gaston Van Eeckhaute | Jérémy-Gaston Van Eeckhaute |
| 16 octobre   | Feurs               | Défi de Retz      | Alexandre Abrivard          | Jean-Michel Bazire          |
| 6 novembre   | Nantes              | Cleangame         | Jean-Michel Bazire          | Jean-Michel Bazire          |
| 20 novembre  | Rouen-Mauquenchy    | Elvis Madrik      | Franck Nivard               | Jean-Michel Baudouin        |
| 1er décembre | Vincennes           | Cleangame         | Éric Raffin                 | Jean-Michel Bazire          |

Le palmarès 2019
- Chevaux : 1er Elvis Madrik (53 pts), 2e Bachar (51 pts), 3e Cleangame (46 pts).
- Drivers : 1er Éric Raffin (80 pts), 2e Franck Nivard (69 pts), 3e Jean-Michel Bazire (45 pts).
- Entraineurs : 1er Jean-Michel Bazire (141 pts), 2e Jean-Michel Baudouin (84 pts), 3e Emmanuel Allard (41 pts).
- Jockeys : 1er Alexandre Abrivard (85 pts), 2e Anthony Barrier (55 pts), 3e Éric Raffin (53 pts).

## Étapes 2018
| Date         | Hippodrome        | Cheval            | Driver             | Entraineur          |
| 7 mars       | La Capelle        | Cleangame         | Alexandre Abrivard | Jean-Michel Bazire  |
| 28 mars      | Marseille-Borély  | Cleangame         | Alexandre Abrivard | Jean-Michel Bazire  |
| 11 avril     | Lyon la Soie      | Colonel Bond      | Pierre Vercruysse  | Jean-Pierre Ensch   |
| 25 avril     | Agen              | Aribo Mix         | Dominik Cordeau    | Dominik Cordeau     |
| 23 mai       | Le Croisé-Laroche | Balando           | Nico d'Haenens     | Alphonse Vanberghen |
| 6 juin       | Laval             | Cleangame         | Jean-Michel Bazire | Jean-Michel Bazire  |
| 20 juin      | Reims             | Comtesse du Chêne | Franck Nivard      | Julien Le Mer       |
| 8 août       | Saint-Malo        | Cleangame         | Jean-Michel Bazire | Jean-Michel Bazire  |
| 5 septembre  | Pornichet         | Cleangame         | Jean-Michel Bazire | Jean-Michel Bazire  |
| 26 septembre | Vire              | Ceylan Dairpet    | Tony Le Beller     | Tony Le Beller      |
| 17 octobre   | Strasbourg        | Ceylan Dairpet    | Tony Le Beller     | Tony Le Beller      |
| 7 novembre   | Nantes            | Cleangame         | Jean-Michel Bazire | Jean-Michel Bazire  |
| 21 novembre  | Rouen-Mauquenchy  | Ceylan Dairpet    | Yohann Lebourgeois | Tony Le Beller      |
| 2 décembre   | Vincennes         | Blé du Gers       | Alexandre Abrivard | Jean-Michel Bazire  |

Le palmarès 2018
- Chevaux : 1er Cleangame (126 pts), 2e Ceylan Dairpet (82 pts), 3e Blé du Gers (43 pts).
- Drivers : 1er Jean-Michel Bazire (99,5 pts), 2e Alexandre Abrivard (83 pts), 3e Tony Le Beller (61 pts).
- Entraineurs : 1er Jean-Michel Bazire (198,5 pts), 2e Tony Le Beller (76 pts), 3e Nicolas Ensch (28 pts).
- Jockeys : 1er David Thomain (71 pts), 2e Alexandre Abrivard (70 pts), 3e Émeline Desmigneux (45 pts).

## Étapes 2017
| Date         | Hippodrome        | Cheval             | Driver                      | Entraineur           |
| 8 mars       | Amiens            | A Nice Boy         | David Thomain               | Jean-Pierre Thomain  |
| 29 mars      | Marseille-Borély  | Aprion             | Jean-Philippe Monclin       | Norbert Vimond       |
| 12 avril     | Lyon-Parilly      | Best Buissonay     | Jérémy-Gaston Van Eeckhaute | Joël Van Eeckhaute   |
| 26 avril     | Toulouse          | Baxter du Klau     | Franck Nivard               | Jean-Michel Baudouin |
| 24 mai       | Le Croisé-Laroche | Afghan Barbés      | Charles Julien Bigeon       | Christian Bigeon     |
| 7 juin       | Laval             | Violine Mourotaise | David Thomain               | Emmanuel Raulline    |
| 21 juin      | Reims             | Bon Copain         | François Lecanu             | Thierry Raffegeau    |
| 9 août       | Saint-Malo        | Bel Avis           | Éric Raffin                 | Jean-Michel Bazire   |
| 6 septembre  | Le Mans           | Bad Boy Nep        | Matthieu Abrivard           | Vincent Brazon       |
| 27 septembre | Lisieux           | Cantin de l'Éclair | Tony Le Beller              | Nicolas Catherine    |
| 18 octobre   | Saint-Galmier     | Classic Way        | Éric Raffin                 | Philippe Billard     |
| 8 novembre   | Nantes            | Barrio Josselyn    | Jean-Michel Bazire          | Jean-Michel Bazire   |
| 22 novembre  | Rouen-Mauquenchy  | Aéro King          | Anthony Barrier             | Virginie Lecroq      |
| 3 décembre   | Vincennes         | Bel Avis           | Jean-Michel Bazire          | Jean-Michel Bazire   |

Le palmarès 2017
- Chevaux : 1er Tiger Danover (83 pts), 2e Violine Mourotaise (73 pts), 3e Ursa Major (59 pts).
- Drivers : 1er David Thomain (70 pts), 2e Éric Raffin (66 pts), 3e Anthony Barrier (61 pts).
- Entraineurs : 1er Stéphane Provoost (95 pts), 2e Jean-Michel Bazire (65 pts), 3e Emmanuel Raulline (63 pts).
- Jockeys : 1er Éric Raffin (73 pts), 2e Damien Bonne (65 pts), 3e Matthieu Abrivard (45 pts).

## Étapes 2016
| Date         | Hippodrome           | Cheval            | Driver              | Entraineur           |
| 9 mars       | Amiens               | Uno Dancer        | Thierry Duvaldestin | Thierry Duvaldestin  |
| 30 mars      | Marseille-Borély     | Vanille du Dollar | Franck Nivard       | Sylvain Roger        |
| 13 avril     | Lyon la Soie         | Utinka Selloise   | Jean-Michel Bazire  | Jean-Michel Bandouin |
| 27 avril     | Bordeaux-Le Bouscat  | Bahia Quesnot     | Éric Raffin         | Cédric Herserant     |
| 25 mai       | La Capelle           | Aubrion du Gers   | Jean-Michel Bazire  | Jean-Michel Bazire   |
| 8 juin       | Laval                | Belina Josselyn   | Jean-Michel Bazire  | Jean-Michel Bazire   |
| 22 juin      | Reims                | Utinka Selloise   | Jean-Michel Bazire  | Jean-Michel Baudoin  |
| 10 août      | Saint-Malo           | Aubrion du Gers   | Jean-Michel Bazire  | Jean-Michel Bazire   |
| 7 septembre  | Les Sables-d'Olonne  | Boeing du Bocage  | Loïc Guinoiseau     | Franck Leblanc       |
| 28 septembre | Le Mont-Saint-Michel | Visconti          | Benjamin Goetz      | Benjamin Goetz       |
| 19 octobre   | Salon-de-Provence    | Balbir            | Mickaël Cormy       | Mickaël Cormy        |
| 9 novembre   | Nantes               | Anzi des Liards   | Romain Derieux      | David Békaert        |
| 23 novembre  | Mauquenchy           | Bolide Jénilou    | Anthony Barrier     | Grégory Thorel       |
| 4 décembre   | Vincennes            | Aubrion du Gers   | Jean-Michel Bazire  | Jean-Michel Bazire   |

Le palmarès 2016
- Chevaux : 1er Vanille du Dollar (74 pts), 2e Ursa Major (58 pts), 3e Topaze Jef (56 pts).
- Drivers : 1er Jean-Michel Bazire (83 pts), 2e Éric Raffin (58 pts), 3e Franck Nivard (56 pts).
- Entraineurs : 1er Jean-Michel Baudouin (90 pts), 2e Stéphane Provoost (68 pts), 3e Sylvain Roger (57 pts).
- Jockeys : 1er Éric Raffin (58 pts), 2e Franck Nivard (55 pts), 3e Léo Abrivard (35 pts).

## Étapes 2015
| Date         | Hippodrome          | Cheval             | Driver              | Entraineur           |
| 4 mars       | La Capelle          | Richmond Park      | Franck Ouvrie       | Michèle Stihl        |
| 25 mars      | Marseille-Borély    | Urac               | Romain Derieux      | Nicolas Ensch        |
| 8 avril      | Lyon                | Truman Dairpet     | Nicolas Ensch       | Nicolas Ensch        |
| 22 avril     | Beaumont-de-Lomagne | Val Royal          | Jean-Michel Bazire  | Jean-Michel Bazire   |
| 20 mai       | Le Croisé-Laroche   | Vinci de l'Abbaye  | Jos Verbeeck        | Jean-Michel Bazire   |
| 3 juin       | Laval               | Val Royal          | Jean-Michel Bazire  | Jean-Michel Bazire   |
| 17 juin      | Reims               | Sire de la Creuse  | Jean-François Senet | Jean-François Senet  |
| 5 août       | Saint-Malo          | Vostania de Viette | Matthieu Abrivard   | Emmanuel Varin       |
| 2 septembre  | Cagnes-sur-Mer      | Ulysse de Curgies  | Pierre Vercruysse   | Éric Prudhon         |
| 23 septembre | Argentan            | Tabriz du Gite     | David Thomain       | Jean Lelièvre        |
| 14 octobre   | Vichy               | Val Royal          | Jean-Michel Bazire  | Jean-Michel Bazire   |
| 4 novembre   | Nantes              | Un Diamant d'Amour | Éric Raffin         | Charles Antoine Mary |
| 18 novembre  | Mauquenchy          | À Nous Trois       | Matthieu Abrivard   | Sébastien Guarato    |
| 6 décembre   | Vincennes           | Ulster Perrine     | Franck Nivard       | Jean-Michel Baudouin |

Le palmarès 2015
- Chevaux : 1er Val Royal (67 pts), 2e Sire de la Creuse (41 pts), 3e Ursa Major (40 pts).
- Drivers : 1er Jean-Michel Bazire (81 pts), 2e Éric Raffin (51 pts), 3e Jos Verbeeck (44 pts).
- Entraineurs : 1er Jean-Michel Bazire (118 pts), 2e Stéphane Provoost (61 pts), 3e Nicolas Ensch (41 pts).
- Jockeys : 1er Éric Raffin (77 pts), 2e Franck Nivard (41 pts), 3e Alexis Garandeau (31 pts).

## Étapes 2014
| Date         | Hippodrome        | Cheval             | Driver               | Entraineur                            |
| 5 mars       | Amiens            | Vicomte Boufarcaux | Yoann Lebourgeois    | Michaël-Jean Ruault                   |
| 26 mars      | Marseille-Borély  | Quarass Rose       | Franck Nivard        | Laurent Fortin                        |
| 9 avril      | Saint-Galmier     | Ugo du Loisir      | Jean-Philippe Ducher | Jean-Philippe Ducher                  |
| 23 avril     | Agen              | Urfée Jallerie     | Damien Bonne         | sans entraineur officiel à cette date |
| 21 mai       | Le Croisé-Laroche | Vulcain de Vandel  | Franck Nivard        | Franck Nivard                         |
| 4 juin       | Laval             | Ursule du Bouffey  | Pierre-Yves Verva    | Guy Verva                             |
| 18 juin      | Marseille-Vivaux  | Tonnerre du Gers   | Jean-Michel Bazire   | Jean-Michel Bazire                    |
| 6 août       | Saint-Malo        | Tornade du Digeon  | Jean-Michel Bazire   | Jean-Michel Bazire                    |
| 3 septembre  | Reims             | Urfée Jallerie     | Damien Bonne         | Mickaël Lecourt                       |
| 24 septembre | Graignes          | United Back        | Jean-Michel Bazire   | Jean-Michel Bazire                    |
| 15 octobre   | Lyon              | Ulf du Noyer       | Thierry Duvaldestin  | Thierry Duvaldestin                   |
| 5 novembre   | Nantes            | Up The Green       | Pierre Levesque      | Franck Terry                          |
| 19 novembre  | Mauquenchy        | Uprince            | Franck Nivard        | Thierry Raffegeau                     |
| 30 novembre  | Vincennes         | Voltigeur de Myrt  | Gabrielle Gelormini  | Roberto Donati                        |

Le palmarès 2014
- Chevaux : 1er Urfée Jallerie (56 pts), 2e Ugo du Loisir (47 pts), 3e Vicomte Boufarcaux (42 pts).
- Drivers : 1er Franck Nivard (81 pts), 2e Jean-Michel Bazire (76 pts), 3e Damien Bonne (50 pts).
- Entraineurs : 1er Jean-Michel Bazire (83 pts), 2e Jean-Philippe Ducher (39 pts), 3e Michaël-Jean Ruault (36 pts).
- Jockeys : 1er Damien Bonne (59 pts), 2e Éric Raffin (55 pts), 3e Franck Nivard (44 pts).

## Étapes 2013
| Date         | Hippodrome       | Cheval            | Driver              | Entraineur            |
| 6 mars       | Amiens           | Swedishman        | Thierry Duvaldestin | Thierry Duvaldestin   |
| 27 mars      | Marseille-Borély | Swedishman        | Thierry Duvaldestin | Thierry Duvaldestin   |
| 10 avril     | Saint-Galmier    | Ulk Médoc         | Franck Corbineau    | Lionel César          |
| 24 avril     | Toulouse         | Reggae d'Urzy     | Franck Ouvrie       | Frédéric Prat         |
| 22 mai       | La Capelle       | Tornade du Digeon | Jean-Michel Bazire  | Jean-Michel Bazire    |
| 5 juin       | Laval            | Récital Carisaie  | Éric Raffin         | Jacques-Étienne Thuet |
| 19 juin      | Reims            | Sthiéric          | Franck Ouvrie       | Franck Ouvrie         |
| 7 août       | Saint-Malo       | Royale Géraldine  | Tony Le Beller      | Tony Le Beller        |
| 4 septembre  | Marseille-Vivaux | Quel Instant      | François Lagadeuc   | Rodolphe Lagadeuc     |
| 25 septembre | Cherbourg        | Sthiéric          | Franck Ouvrie       | Franck Ouvrie         |
| 16 octobre   | Lyon la Soie     | Swedishman        | Thierry Duvaldestin | Thierry Duvaldestin   |
| 6 novembre   | Nantes           | Ru de l'Airou     | Sébastien Ernault   | Patrick Martin        |
| 20 novembre  | Mauquenchy       | Ténor de Légende  | Franck Nivard       | Franck Nivard         |
| 1er décembre | Vincennes        | Treskool du Caux  | Franck Nivard       | Fabrice Souloy        |

Le palmarès 2013
- Chevaux : 1er Swedishman (74 pts), 2e Sthiéric (45 pts), 3e Ru de l'Airou (44 pts).
- Drivers : 1er Franck Ouvrie (91 pts), 2e Thierry Duvaldestin (62 pts), 3e Franck Nivard (58 pts).
- Entraineurs : 1er Thierry Duvaldestin (62 pts), 2e Jean-Michel Bazire (46 pts), 3e Franck Ouvrie et Patrick Martin (42 pts).
- Jockeys : 1er Camille Levesque (42 pts), 2e Antoine Wiels (41 pts), 3e Éric Raffin (39 pts).

## Étapes 2012
| Date         | Hippodrome          | Cheval            | Driver              | Entraineur           |
| 7 mars       | La Capelle          | Snob de Cordais   | Pierre Vercruysse   | Sébastien Guarato    |
| 28 mars      | Marseille-Borély    | Soleil du Fossé   | Thierry Duvaldestin | Thierry Duvaldestin  |
| 11 avril     | Lyon la Soie        | Prince du Verger  | Jean-Michel Bazire  | Jean-Michel Baudouin |
| 25 avril     | Bordeaux-Le Bouscat | Prince du Verger  | Jean-Michel Bazire  | Jean-Michel Baudouin |
| 23 mai       | Le Croisé-Laroche   | Prince du Verger  | Jean-Michel Bazire  | Jean-Michel Baudouin |
| 6 juin       | Laval               | Soleil du Fossé   | Thierry Duvaldestin | Thierry Duvaldestin  |
| 20 juin      | Reims               | Soléa Rivellière  | Philippe Daugeard   | Philippe Daugeard    |
| 8 août       | Saint-Malo          | Tag Wood          | Pierre Vercruysse   | Mike Lenders         |
| 5 septembre  | Marseille-Vivaux    | Quickly Paris     | Aymeric Thomas      | Aymeric Thomas       |
| 26 septembre | Vire                | Riskaya           | Pierre-Yves Verva   | Franck Terry         |
| 17 octobre   | Lyon-Parilly        | Soleil du Fossé   | Thierry Duvaldestin | Thierry Duvaldestin  |
| 7 novembre   | Nantes              | Rivière Espérance | Éric Raffin         | Thierry Duvaldestin  |
| 21 novembre  | Mauquenchy          | Soleil du Fossé   | Thierry Duvaldestin | Thierry Duvaldestin  |
| 2 décembre   | Vincennes           | Roi Vert          | Jean-Michel Bazire  | Jean-Michel Bazire   |

Le palmarès 2012
- Chevaux : 1er Riskaya (156 pts), 2e Soleil du Fossé (149 pts), 3e Prince du Verger (110 pts).
- Drivers : 1er Thierry Duvaldestin (76 pts), 2e Jean-Michel Bazire (71 pts), 3e Pierre-Yves Verva (53 pts).
- Entraineurs : 1er Thierry Duvaldestin (124 pts), 2e Jean-Michel Baudouin (83 pts), 3e Franck Terry (69 pts).
- Jockeys : 1er Éric Raffin (70 pts), 2e Franck Nivard (47 pts), 3e Pierre-Yves Verva (46 pts).

## Étapes 2011
| Date         | Hippodrome          | Cheval             | Driver             | Entraineur              |
| 9 mars       | Amiens              | Saba du Vivier     | Alexandre Abrivard | Laurent-Claude Abrivard |
| 30 mars      | Marseille-Borély    | Prélude Gédé       | Nicolas Ensch      | Nicolas Ensch           |
| 13 avril     | Saint-Galmier       | Seigneur Aimef     | Dominik Cordeau    | Dominik Cordeau         |
| 27 avril     | Beaumont-de-Lomagne | Robert Keeper      | Jos Verbeeck       | Jean-Michel Bazire      |
| 25 mai       | Le Croisé-Laroche   | O'Sullivan         | Jos Verbeeck       | Michèle Stihl           |
| 8 juin       | Laval               | Quiby des Caillons | Sébastien Hardy    | Hubert Hardy            |
| 22 juin      | Reims               | Quif de Villeneuve | Franck Nivard      | Franck Leblanc          |
| 10 août      | Saint-Malo          | Riktigt Gentil     | Pierre Levesque    | Pierre Levesque         |
| 7 septembre  | Marseille-Vivaux    | Quif de Villeneuve | Matthieu Abrivard  | Franck Leblanc          |
| 28 septembre | Lisieux             | Riktigt Gentil     | Sébastien Ernault  | Sébastien Ernault       |
| 19 octobre   | Lyon-Parilly        | Santa Rosa France  | William Bigeon     | Jean-Luc Bigeon         |
| 9 novembre   | Nantes              | Quif de Villeneuve | Franck Nivard      | Franck Leblanc          |
| 23 novembre  | Mauquenchy          | Quéroan de Jay     | Axel Lenoir        | Axel Lenoir             |
| 18 décembre  | Vincennes           | Quif de Villeneuve | Dominik Locqueneux | Franck Leblanc          |

Le palmarès 2011
- Chevaux : 1er Quif de Villeneuve (93 pts), 2e Riktigt Gentil (38 pts), 3e Quinio du Relais (37 pts).
- Drivers : 1er Franck Nivard (61 pts), 2e Sébastien Hardy (58 pts), 3e Jos Verbeeck (44 pts).
- Entraineurs : 1er Franck Leblanc (85 pts), 2e Jean-Michel Bazire (56 pts), 3e Sébastien Hardy (42 pts).
- Jockeys : 1er Matthieu Abrivard (65 pts), 2e Franck Nivard (56 pts), 3e Éric Raffin (44 pts).

## Étapes 2010
| Date         | Hippodrome           | Cheval             | Driver                  | Entraineur              |
| 10 mars      | Amiens               | Roc de Montfort    | Bernard Piton           | Sébastien Guarato       |
| 31 mars      | Marseille-Borély     | Para du Perreux    | Aymeric Thomas          | Aymeric Thomas          |
| 14 avril     | Saint-Galmier        | Quoumba de Guez    | Jean-Michel Bazire      | Jean-Michel Bazire      |
| 28 avril     | Agen                 | Queso Manchego     | Pierre Vercruysse       | Jean-Étienne Dubois     |
| 26 mai       | La Capelle           | Quilon du Châtelet | Franck Nivard           | Axel Lenoir             |
| 9 juin       | Laval                | Quoumba de Guez    | Jean-Michel Bazire      | Jean-Michel Bazire      |
| 23 juin      | Reims                | Réal de Lou        | Laurent-Claude Abrivard | Laurent-Claude Abrivard |
| 11 août      | Saint-Malo           | Romcok de Guez     | Jean-Michel Bazire      | Jean-Michel Bazire      |
| 8 septembre  | Marseille-Vivaux     | Riglorieux du Bois | Jean-Michel Bazire      | Jean-Michel Bazire      |
| 29 septembre | Le Mont-Saint-Michel | Quéroan de Jay     | Franck Nivard           | Roger Coueffin          |
| 20 octobre   | Lyon la Soie         | Quéroan de Jay     | Franck Nivard           | Axel Lenoir             |
| 10 novembre  | Nantes               | Rapide Lebel       | Éric Raffin             | Sébastien Guarato       |
| 24 novembre  | Mauquenchy           | Rapide Lebel       | Éric Raffin             | Sébastien Guarato       |
| 19 décembre  | Vincennes            | Rapide Lebel       | Éric Raffin             | Sébastien Guarato       |

Le palmarès 2010
- Chevaux : 1er Quoumba de Guez (75 pts), 2e Quéroan de Jay (64 pts), 3e Rapide Lebel (45 pts).
- Drivers : 1er Jean-Michel Bazire (114 pts), 2e Franck Nivard (77 pts), 3e Éric Raffin (55 pts).
- Entraineurs : 1er Jean-Michel Bazire (128 pts), 2e Axel Lenoir et Sébastien Guarato (86 pts).
- Jockeys : 1er Matthieu Abrivard (52 pts), 2e Julien Raffestin (41 pts), 3e Alexandre Abrivard (37 pts).

## Étapes 2009
| Date         | Hippodrome        | Cheval             | Driver             | Entraineur           |
| 4 mars       | La Capelle        | Palmyre            | Pierre Levesque    | Pierre Levesque      |
| 25 mars      | Marseille-Borély  | Pinson             | Romuald Mourice    | Jean-Michel Bazire   |
| 8 avril      | Lyon-Parilly      | Natan des Jacquots | Serge Peltier      | Serge Peltier        |
| 22 avril     | Toulouse          | Pinson             | Jean-Michel Bazire | Jean-Michel Bazire   |
| 20 mai       | Le Croisé-Laroche | Président          | Dominik Locqueneux | Jean-Michel Bazire   |
| 3 juin       | Laval             | Must d'Olivier     | Matthieu Abrivard  | Loïc-Désiré Abrivard |
| 17 juin      | Reims             | Ocapri             | Jean-Michel Bazire | Jean-Michel Bazire   |
| 5 août       | Saint-Malo        | Punch de Chenu     | Éric Raffin        | Jean-Michel Baudouin |
| 2 septembre  | Marseille-Vivaux  | Prélude Gédé       | Nicolas Ensch      | Nicolas Ensch        |
| 23 septembre | Argentan          | Obélo Darche       | Franck Nivard      | Franck Blandin       |
| 14 octobre   | Lyon la Soie      | Quérios du Mirel   | Jarmo Niskanen     | Jarmo Niskanen       |
| 4 novembre   | Nantes            | Quarla             | Franck Nivard      | Claude Campain       |
| 18 novembre  | Mauquenchy        | Quito d'Avezé      | Jean-Michel Bazire | Benjamin Goetz       |
| 20 décembre  | Vincennes         | Oasis Gédé         | Tony Le Beller     | Jean-Michel Baudouin |

Le palmarès 2009
- Chevaux : 1er Punch de Chenu (48 pts), 2e Quérios du Mirel (47 pts), 3e Pinson (41 pts).
- Drivers : 1er Jean-Michel Bazire (87 pts), 2e Tony Le Beller (55 pts), 3e Franck Nivard (49 pts).
- Entraineurs : 1er Jean-Michel Baudouin (106 pts), 2e Jean-Michel Bazire (94 pts), 3e Jarmo Niskanen (47 pts).
- Jockeys : 1ers Philippe Masschaele et Franck Nivard (56 pts), 3e Matthieu Abrivard (52 pts).

## Étapes 2008
| Date         | Hippodrome          | Cheval            | Driver               | Entraineur           |
| 5 mars       | Amiens              | Nana du Las Vegas | Franck Nivard        | Jacques Fernandes    |
| 26 mars      | Marseille-Borély    | Objectif Royal    | Jean Boillereau      | Christophe Flirden   |
| 9 avril      | Saint-Galmier       | Pluto du Vivier   | Thierry Duvaldestin  | Thierry Duvaldestin  |
| 23 avril     | Bordeaux-Le Bouscat | Pluto du Vivier   | Thierry Duvaldestin  | Thierry Duvaldestin  |
| 21 mai       | Le Croisé-Laroche   | Perlando          | Jos Verbeeck         | Alphonse Vanberghen  |
| 4 juin       | Laval               | Oceano Nox        | Pierre Levesque      | Pierre Levesque      |
| 18 juin      | Reims               | Opium             | Sébastien Ernault    | Pierre Levesque      |
| 6 août       | Saint-Malo          | Lady de Vindecy   | Bernard Piton        | Benjamin Goetz       |
| 3 septembre  | Marseille-Vivaux    | Oceano Nox        | Pierre Levesque      | Pierre Levesque      |
| 24 septembre | Graignes            | Oyola             | Jacques Bruneau      | Jacques Bruneau      |
| 15 octobre   | Lyon-Parilly        | Objectif Royal    | Jean Boillereau      | Christophe Flirden   |
| 5 novembre   | Nantes              | Oasis Gédé        | Jean-Michel Baudouin | Jean-Michel Baudouin |
| 19 novembre  | Mauquenchy          | Oasis Gédé        | Tony Le Beller       | Jean-Michel Baudouin |
| 14 décembre  | Vincennes           | Oasis Gédé        | Tony Le Beller       | Jean-Michel Baudouin |

Le palmarès 2008
- Chevaux : 1er Oasis Gédé (69 pts), 2e Pluto du Vivier (52 pts), 3e Objectif Royal (44 pts).
- Drivers : 1er Pierre Levesque (58 pts), 2e Thierry Duvaldestin (53 pts), 3e Bernard Piton (52 pts).
- Entraineurs : 1er Jean-Michel Baudouin (83 pts), 2e Pierre Levesque (81 pts), 3e Thierry Duvaldestin (53 pts).
- Jockeys : 1er Matthieu Abrivard (62 pts), 2es Romain Lecreps et  Éric Raffin (53 pts).

## Étapes 2007
| Date         | Hippodrome          | Cheval             | Driver             | Entraineur            |
| 7 mars       | Amiens              | Orla Fun           | Tony Le Beller     | Jean-Baptiste Bossuet |
| 28 mars      | Marseille-Borély    | Orla Fun           | Tony Le Beller     | Jean-Baptiste Bossuet |
| 11 avril     | Saint-Galmier       | Malin de Morge     | Serge Peltier      | David Haon            |
| 25 avril     | Beaumont-de-Lomagne | Madam Victory      | Michel Verneuil    | Michel Verneuil       |
| 23 mai       | La Capelle          | Monte Georgio      | Éric Raffin        | Pierre Levesque       |
| 6 juin       | Laval               | Orla Fun           | Tony Le Beller     | Jean-Baptiste Bossuet |
| 20 juin      | Reims               | Ness Marceaux      | Alain Laurent      | Alain Laurent         |
| 8 août       | Saint-Malo          | Lightnin Augenaies | Bernard Piton      | Pascal Godey          |
| 5 septembre  | Marseille-Vivaux    | Lobby              | Nicolas Ensch      | Nicolas Ensch         |
| 26 septembre | Cherbourg           | Nucléar            | Pierre Levesque    | Pierre Levesque       |
| 17 octobre   | Lyon-Parilly        | Narval d'Écajeul   | Jean-Michel Bazire | Jean-Michel Bazire    |
| 7 novembre   | Nantes              | Nucléar            | Pierre Levesque    | Pierre Levesque       |
| 21 novembre  | Mauquenchy          | Notre Audace       | Pierre Vercruysse  | Pascal Daulier        |
| 14 décembre  | Vincennes           | Nimrod Boréalis    | Matthieu Abrivard  | Loïc-Désiré Abrivard  |

Le palmarès 2007
- Chevaux : 1er Orla Fun, 2e Nucléar, 3e Lightnin Augenaies.
- Drivers : 1er Tony Le Beller, 2e Pierre Levesque, 3e Bernard Piton.
- Entraineurs : 1er Pierre Levesque, 2e Jean-Baptiste Bossuet, 3e Pascal Godey.
- Jockeys : 1er Philippe Masschaele, 2e Franck Nivard, 3e Éric Raffin.

## Étapes 2006
| Date         | Hippodrome        | Cheval            | Driver               | Entraineur           |
| 8 mars       | La Capelle        | Lou de Fontaine   | Bernard Piton        | Jean-Paul Piton      |
| 29 mars      | Marseille-Borély  | Marathon Man      | Jean-Michel Bazire   | Igor-Pierre Blanchon |
| 12 avril     | Lyon-Villeurbanne | Morgan de l'Isop  | Franck Blandin       | Franck Blandin       |
| 26 avril     | Agen              | Morgan de l'Isop  | Franck Blandin       | Franck Blandin       |
| 24 mai       | Le Croisé-Laroche | Luron de Barb     | Philippe Daugeard    | Philippe Daugeard    |
| 7 juin       | Laval             | Marathon Man      | Jean-Michel Bazire   | Igor-Pierre Blanchon |
| 21 juin      | Reims             | Kalao             | Jean-Michel Bazire   | Jean-Michel Baudouin |
| 2 août       | Saint-Malo        | Kalao             | Jean-Michel Bazire   | Jean-Michel Baudouin |
| 6 septembre  | Marseille-Vivaux  | Marathon Man      | Jean-Michel Bazire   | Igor-Pierre Blanchon |
| 27 septembre | Vire              | Kalahari          | Pierre Levesque      | Pierre Levesque      |
| 18 octobre   | Lyon-Parilly      | Marathon Man      | Jean-Michel Bazire   | Igor-Pierre Blanchon |
| 8 novembre   | Nantes            | L'Écu du Vernay   | Jérôme-Michel Legros | Jérôme-Michel Legros |
| 22 novembre  | Mauquenchy        | Marathon Man      | Jean-Michel Bazire   | Igor-Pierre Blanchon |
| 17 décembre  | Vincennes         | Mirage du Goutier | Yves Dreux           | Karim Hawas          |

Le palmarès 2006
- Chevaux : 1er Marathon Man, 2e Morgan de l'Isop, 3e Loulou Jet.
- Drivers : 1er Jean-Michel Bazire, 2e Franck Blandin, 3e Dominik Cordeau.
- Entraineurs : 1er Franck Blandin , 2e Dominik Cordeau, 3e Igor-Pierre Blanchon.
- Jockeys : 1er Philippe Masschaele, 2e Marion-Agnès Goetz, 3e Émile Fournigault.

## Étapes 2005
| Date         | Hippodrome        | Cheval             | Driver              | Entraineur           |
| 9 mars       | Amiens            | Kim du Coq         | Philippe Daugeard   | Philippe Daugeard    |
| 30 mars      | Marseille-Borély  | L'Amiral Mauzun    | Jean-Michel Bazire  | Jean-Philippe Ducher |
| 13 avril     | Saint-Galmier     | Jéodésie           | Jean-Michel Bazire  | Jean-Michel Baudouin |
| 27 avril     | Toulouse          | Land Danover       | Thierry Duvaldestin | Thierry Duvaldestin  |
| 25 mai       | Le Croisé-Laroche | Light Up de Vonnas | Jean-Michel Bazire  | Jean-Michel Bazire   |
| 8 juin       | Laval             | Krac Spécial       | Jos Verbeeck        | Thierry Duvaldestin  |
| 22 juin      | Reims             | Ladakh Jiel        | Jos Verbeeck        | Jean-Luc Dersoir     |
| 3 août       | Saint-Malo        | Mickaël de Vonnas  | Jean-Michel Bazire  | Jean-Michel Bazire   |
| 7 septembre  | Marseille-Vivaux  | Land Danover       | Thierry Duvaldestin | Thierry Duvaldestin  |
| 28 septembre | Lisieux           | Land Danover       | Thierry Duvaldestin | Thierry Duvaldestin  |
| 19 octobre   | Lyon la Soie      | Land Danover       | Thierry Duvaldestin | Thierry Duvaldestin  |
| 9 novembre   | Nantes            | Krysos Speed       | Jean-Michel Bazire  | Jean-Michel Bazire   |
| 23 novembre  | Mauquenchy        | Milord de Melleray | Thierry Duvaldestin | Thierry Duvaldestin  |
| 17 décembre  | Vincennes         | Kito du Vivier     | Jos Verbeeck        | Franck Boismartel    |

Le palmarès 2005
- Chevaux : 1er Land Danover, 2e Light Up de Vonnas, 3e Mickaël de Vonnas.
- Drivers : 1er Thierry Duvaldestin, 2e Jean-Michel Bazire, 3e Jos Verbeeck.
- Entraineurs : 1er Thierry Duvaldestin, 2e Jean-Michel Bazire, 3e Dominik Cordeau.
- Jockeys : 1er Philippe Masschaele, 2e Jean-Michel Bazire, 3e Éric Raffin.

## Étapes 2004
| Date          | Hippodrome           | Cheval             | Driver             | Entraineur         |
| 3 mars        | Amiens               | Jinou Barbés       | Christian Bigeon   | Christian Bigeon   |
| 17 mars       | Marseille-Borély     | Général du Lupin   | Jean-Michel Bazire | Jean-Paul Marmion  |
| 7 avril       | Lyon la Soie         | Kazire de Guez     | Jean-Michel Bazire | Jean-Michel Bazire |
| 21 avril      | Bordeaux             | Kazire de Guez     | Jean-Michel Bazire | Jean-Michel Bazire |
| 26 mai        | La Capelle           | Kazire de Guez     | Jean-Michel Bazire | Jean-Michel Bazire |
| 9 juin        | Laval                | Général du Lupin   | Jean-Michel Bazire | Jean-Paul Marmion  |
| 23 juin       | Le Mont-Saint-Michel | Jaiko des Brousses | Loïc Groussard     | Loïc Groussard     |
| 4 août        | Saint-Malo           | Little Wood        | Jean-Pierre Dubois | Jean-Pierre Dubois |
| 1er septembre | Reims                | Kazire de Guez     | Jean-Michel Bazire | Jean-Michel Bazire |
| 29 septembre  | Marseille-Vivaux     | Houston            | Thierry Issautier  | Thierry Issautier  |
| 20 octobre    | Lyon Parilly         | Général du Lupin   | Jean-Michel Bazire | Jean-Paul Marmion  |
| 3 novembre    | Nantes               | Général du Lupin   | Pierre Vercruysse  | Jean-Paul Marmion  |
| 17 novembre   | Cabourg              | Kazire de Guez     | Jean-Michel Bazire | Jean-Michel Bazire |
| 19 décembre   | Vincennes            | Kazire de Guez     | Jean-Michel Bazire | Jean-Michel Bazire |

Le palmarès 2004
- Chevaux : 1er Kazire de Guez, 2e Général du Lupin, 3e Little de Tonnerre.
- Drivers : 1er Jean-Michel Bazire, 2e Franck Nivard, 3e Pierre Vercruysse.
- Entraineurs : 1er Jean-Michel Bazire, 2e Jean-Paul Marmion, 3e Christian Bigeon.
- Jockeys : 1er Philippe Masschaele, 2e Jean-Michel Bazire, 3e Éric Raffin.

## Étapes 2003
| Date        | Hippodrome          | Cheval            | Driver             | Entraineur            |
| 5 mars      | La Capelle          | Jest              | Christophe Martens | Johan Teerlinck       |
| 19 mars     | Marseille-Borély    | Kito du Vivier    | Nicolas Ensch      | Yves Bertin           |
| 9 avril     | Saint-Galmier       | Jow du Vro        | Serge Peltier      | Serge Peltier         |
| 23 avril    | Beaumont-de-Lomagne | Jow du Vro        | Serge Peltier      | Serge Peltier         |
| 21 mai      | Le Croisé-Laroche   | Jasoda            | Geert Lannoo       | Arsene Lannoo         |
| 4 juin      | Laval               | Jest              | Christophe Martens | Johan Teerlinck       |
| 25 juin     | Argentan            | Jeanbat du Vivier | Jean-Michel Bazire | Jean-Michel Bazire    |
| 6 août      | Saint-Malo          | Général du Lupin  | Pierre Vercruysse  | Jean-Paul Marmion     |
| 3 septembre | Reims               | Gratius Williams  | Colette Chassagne  | Colette Chassagne     |
| 1er octobre | Marseille-Vivaux    | Jackal            | Dominik Locqueneux | Pierre-Désiré Allaire |
| 22 octobre  | Lyon Parilly        | Jéodésie          | Jean-Michel Bazire | Jean-Michel Baudouin  |
| 5 novembre  | Nantes              | Général du Lupin  | Jean-Michel Bazire | Jean-Paul Marmion     |
| 19 novembre | Cabourg             | Général du Lupin  | Jean-Michel Bazire | Jean-Paul Marmion     |
| 14 décembre | Vincennes           | Général du Lupin  | Jean-Michel Bazire | Jean-Paul Marmion     |

Le palmarès 2003
- Chevaux : 1er Jest, 2e Kito du Vivier, 3e Général du Lupin.
- Drivers : 1er Jean-Michel Bazire, 2e Christophe Martens, 3e Pierre Vercruysse.
- Entraineurs : 1er Johan Teerlinck, 2e Yves Bertin, 3e Jean-Paul Marmion.
- Jockeys : 1er Nathalie Henry, 2e Philippe Masschaele, 3e Jean-Michel Bazire.

## Étapes 2002
| Date        | Hippodrome        | Cheval           | Driver             | Entraineur            |
| 6 mars      | Amiens            | Indian Horse     | Benoît Olicard     | Dominik Cordeau       |
| 20 mars     | Marseille-Borély  | Gilou de Cosse   | Arnaud Leduc       | Arnaud Leduc          |
| 10 avril    | Lyon la Soie      | Gatsby           | Pierre Coignard    | Pierre Coignard       |
| 24 avril    | Agen              | Hugo de Mai      | Jacques Rajalu     | Jacques Rajalu        |
| 22 mai      | Le Croisé-Laroche | Jasoda           | Geert Lannoo       | Arsène Lannoo         |
| 5 juin      | Laval             | Hugo de Mai      | Jacques Rajalu     | Jacques Rajalu        |
| 26 juin     | Graignes          | Jasoda           | Geert Lannoo       | Arsène Lannoo         |
| 7 août      | Saint-Malo        | Jibon Tivoli     | Jacques Bruneau    | Jacques Bruneau       |
| 4 septembre | Reims             | Java Darche      | Jean-Michel Bazire | Fabrice Souloy        |
| 2 octobre   | Marseille-Vivaux  | Jackal           | Dominik Locqueneux | Pierre-Désiré Allaire |
| 23 octobre  | Saint-Galmier     | Junior du Rib    | Roland Jaffrelot   | Roland Jaffrelot      |
| 6 novembre  | Nantes            | Général du Lupin | Jean-Michel Bazire | Jean-Paul Marmion     |
| 20 novembre | Cabourg           | Général du Lupin | Jean-Michel Bazire | Jean-Paul Marmion     |
| 15 décembre | Vincennes         | Général du Lupin | Jean-Michel Bazire | Jean-Paul Marmion     |

Le palmarès 2002
- Chevaux : 1er Hugo de Mai, 2e Jasoda, 3e Indien du Bocage.
- Drivers : 1er Jacques Rajalu, 2e Geert Lannoo, 3e Jean-Paul Marmion.
- Entraineurs : 1er Jacques Rajalu, 2e Arsène Lannoo, 3e Jean-Paul Marmion.

## Palmarès des chevaux
| Année            | Premier                     | Deuxième                    | Troisième                   |
| 2024             | Igrec de Celland (78 pts)   | Ibiki de Houelle (55 pts)   | Iguski Sautonne (45 pts)    |
| 2023             | Gaspar d'Angis (166 pts)    | Horace du Goutier (118 pts) | Hidalgo des Noés (41 pts)   |
| 2022             | Écho de Chanlecy (72 pts)   | Éire d'Hélios (69 pts)      | Django du Bocage (56 pts)   |
| 2021             | Crack Money (75 pts)        | Deganawidah (73 pts)        | Bad Jury (60 pts)           |
| 2020             | Élie de Beaufour (73 pts)   | Et Voilà de Muze (51 pts)   | Crusoé d'Anama (34 pts)     |
| 2019             | Elvis Madrik (53 pts)       | Bachar (51 pts)             | Cleangame (46 pts)          |
| 2018             | Cleangame (126 pts)         | Ceylan Dairpet (82 pts)     | Blé du Gers (43 pts)        |
| 2017             | Tiger Danover (83 pts)      | Violine Mourotaise (73 pts) | Ursa Major (59 pts)         |
| 2016             | Vanille du Dollar (74 pts)  | Ursa Major (58 pts)         | Topaze Jef (56 pts)         |
| 2015             | Val Royal (67 pts)          | Sire de la Creuse (41 pts)  | Ursa Major (40 pts)         |
| 2014             | Urfee Jallerie (56 pts)     | Ugo du Loisir (47 pts)      | Vicomte Boufarcaux (42 pts) |
| 2013             | Swedishman (74 pts)         | Sthieric (45 pts)           | Ru de l'Airou (44 pts)      |
| 2012             | Riskaya (156 pts)           | Soleil du Fossé (149 pts)   | Prince du Verger (110 pts)  |
| 2011             | Quif de Villeneuve (93 pts) | Riktigt Gentil (38 pts)     | Quinio du Relais (37 pts)   |
| 2010             | Quoumba de Guez (75 pts)    | Quéroan de Jay (64 pts)     | Rapide Lebel (45 pts)       |
| 2009             | Punch de Chenu (48 pts)     | Quérios du Mirel (47 pts)   | Pinson (41 pts)             |
| 2008             | Oasis Gédé (69 pts)         | Pluto du Vivier (52 pts)    | Objectif Royal (44 pts)     |
| 2007             | Orla Fun                    | Nuclear                     | Lightnin Augenaies          |
| 2006             | Marathon Man                | Morgan de l'Isop            | Loulou Jet                  |
| 2005             | Land Danover                | Light Up de Vonnas          | Mickael de Vonnas           |
| 2004             | Kazire de Guez              | Général du Lupin            | Little de Tonnerre          |
| 2003             | Jest                        | Kito du Vivier              | Général du Lupin            |
| 2002             | Hugo de Mai                 | Jasoda                      | Indien du Bocage            |
| 2001             | Gala de Juigne              | Gahija du Lupin             | Hermès d'Haufor             |
| 2000             | Gébrazac                    | Féristan                    | Ganador                     |
| 1999             | Féristan                    | Durvalo                     | Gios de Jiel                |
| 1998             | Fiesta d'Anjou              | Desko                       | Extrême du Cadran           |
| 1997             | Duc de Reve                 | Danseur Magic               | Éviland                     |
| 1996             | Bizibi                      | Dryade des Bois             | Chaillot                    |
| 1995             | Arsenal                     | Corot                       | Cow Boy du Vivier           |
| 1994             | Basic                       | Vic de Touraine             | Urs d'Erevan                |
| 1993             | Un Cadeau                   | Akarad Boy                  | Ufa                         |
| 1992             | Vrai Lutin                  | Useria                      | Toba                        |
| 1991             | Superman                    | Udo de Touraine             | Shannon                     |
| 1990             | Superman                    | Siko le Grand               | Sérénade du Corta           |
| 1989             | Quinio des Bordes           | Quellou                     | Ringo du Croissant          |
| 1988             | Quecastly                   | Palladeux                   | Quellou                     |
| 1987             | Narisso                     | Permissionnaire             | Poroto                      |
| 1986             | Ouragon                     | Narisso                     | Mozon                       |
| 1985             | Mébin                       | Landoas                     | Navigo                      |
| 1984             | Marco Bonheur               | Kémi                        | Montserrat                  |
| 1983             | Kémi                        | Lindsey                     | Mozon                       |
| 1982             | King Black                  | Kidy                        | Lindsey                     |
| Source : Le Trot |                             |                             |                             |